# Зелан
Зелан (рум. Zălan) — село у повіті Ковасна в Румунії. Входить до складу комуни Бодок.
Село розташоване на відстані 170 км на північ від Бухареста, 10 км на північ від Сфинту-Георге, 37 км на північний схід від Брашова.

## Населення
За даними перепису населення 2002 року у селі проживали 607 осіб, з них 603 особи (99,3%) угорців. Рідною мовою 603 особи (99,3%) назвали угорську.